# Tachaea picta
Tachaea picta is een pissebed uit de familie Corallanidae. De wetenschappelijke naam van de soort is voor het eerst geldig gepubliceerd in 1967 door Riek.